# Columbia (Louisiane)
Pour les articles homonymes, voir Columbia.
La ville américaine de Columbia est le siège de la paroisse de Caldwell, en Louisiane. Sa population s’élevait à 390 habitants lors du recensement de 2010, estimée à 384 habitants en 2016.

## Démographie
| Groupe            | Columbia | Louisiane | États-Unis |
| ----------------- | -------- | --------- | ---------- |
| Blancs            | 66,4     | 62,6      | 72,4       |
| Afro-Américains   | 32,8     | 32,0      | 12,6       |
| Métis             | 0,8      | 1,6       | 2,9        |
| Autres            | 0        | 3,8       | 12,1       |
| Total             | 100      | 100       | 100        |
|                   |          |           |            |
| Latino-Américains | 3,9      | 4,3       | 16,7       |

Selon l'American Community Survey, pour la période 2011-2015, 94,55 % de la population âgée de plus de 5 ans déclare parler anglais à la maison, alors que 1,66 % déclare parler le français et 3,79 % une autre langue.

## Source
- (en) Cet article est partiellement ou en totalité issu de l’article de Wikipédia en anglais intitulé « Columbia, Louisiana » (voir la liste des auteurs).

1. ↑  (en) « Columbia, LA Population - Census 2010 and 2000 ».
2. ↑  (en) « Population of Louisiana - Census 2010 and 2000 », sur censusviewer.com.
3. ↑  (en) « Language spoken at home by ability to speak English for the population 5 years and over », sur factfinder.census.gov.